# Joan Maria Melis
Joan Maria Melis (Santander, 17 de febrer del 1926 - 21 de febrer del 2018) va ser un intèrpret que va intervenir en sèries de televisió, pel·lícules i en locucions per a documentals.

## Biografia
Nascut a Santander, abans d'instal·lar-se definitivament a Mallorca va viure a Màlaga, Cadis, Cartagena i Maó, llocs tots on el seu pare havia estat destinat com a mariner. El 2004 l'Associació d'Actors i d'Actrius Professionals de les Illes Balears li va atorgar un premi honorífic com a reconeixement a la seva trajectòria.
Actor tot terreny, ha estat testimoni de l'evolució que ha fet el teatre mallorquí des de la represa de la postguerra fins als nostres dies. Ha interpretat personatges emblemàtics de la comèdia costumista mallorquina i del teatre universal, demostrant també una gran habilitat per adaptar-se als nous corrents. Membre fundador de l'Agrupació de Teatre Regional, el 1950 es va incorporar a la companyia Artis, amb la qual fins al 1957 assumí principalment el paper de galant. Després d’uns anys d'inactivitat, el 1967 es va incorporar a la companyia de Xesc Forteza, amb la qual va actuar de manera intermitent fins al 2002. També ha col·laborat amb altres companyies i en produccions del Teatre Principal de Palma.

## Estrenes
- 17 novembre 1947. La corona comtal. Aina Villalonga. Catina Valls. Teatre Principal de Palma. Agrupació de Teatre Regional.
- 22 abril 1950. Orgull de casta. Martí Mayol. Joan Valls. Teatre Principal de Palma. Artis.
- 10 novembre 1953. Fi de trajecte. Xesc Forteza (autor i director). Teatre Líric de Palma. Artis.
- 15 desembre 1954. El rei Pepet. Pere Capellà. Joan Valls. Teatre Principal de Palma. Artis.
- 18 setembre 1967. Ninette i un senyor de Mallorca, adaptació de Ninette y un señor de Murcia de Miguel Mihura. Xesc Forteza. Teatre Principal de Palma. Xesc Forteza.
- 31 març 1990. El marquès de sa Rabassa. Pere Capellà. Xesc Forteza. Teatre Principal de Palma.
- 21 desembre 1995. Classe mitja acomodada. Xesc Forteza (autor i director). Teatre Principal de Palma.
- 9 octubre 1997. Dins un gruix de vellut. Alexandre Ballester. Mateu Grau i Joan Arrom. Teatre Principal de Palma.
- 16 abril 1998. Sopar de noces. Bertolt Brecht. Pere Fullana. Teatre Principal de Palma.
- 24 març 2001. Els enamorats. Carlo Goldoni. Rafel Duran. Auditòrium sa Màniga de Cala Millor. Teatre Principal de Palma, Auditòrium sa Màniga i Auditori d'Alcúdia.
- 3 març 2005. El rei Pepet. Pere Capellà. Pere Noguera. Teatre Xesc Forteza de Palma. Teatre Principal de Palma.
- 22 maig 2009. Però com cony s'escriu Txèkhov? Joan Carles Bellviure (dramatúrgia i direcció). Teatre Principal de Palma.[1]